# Storia dei giardini

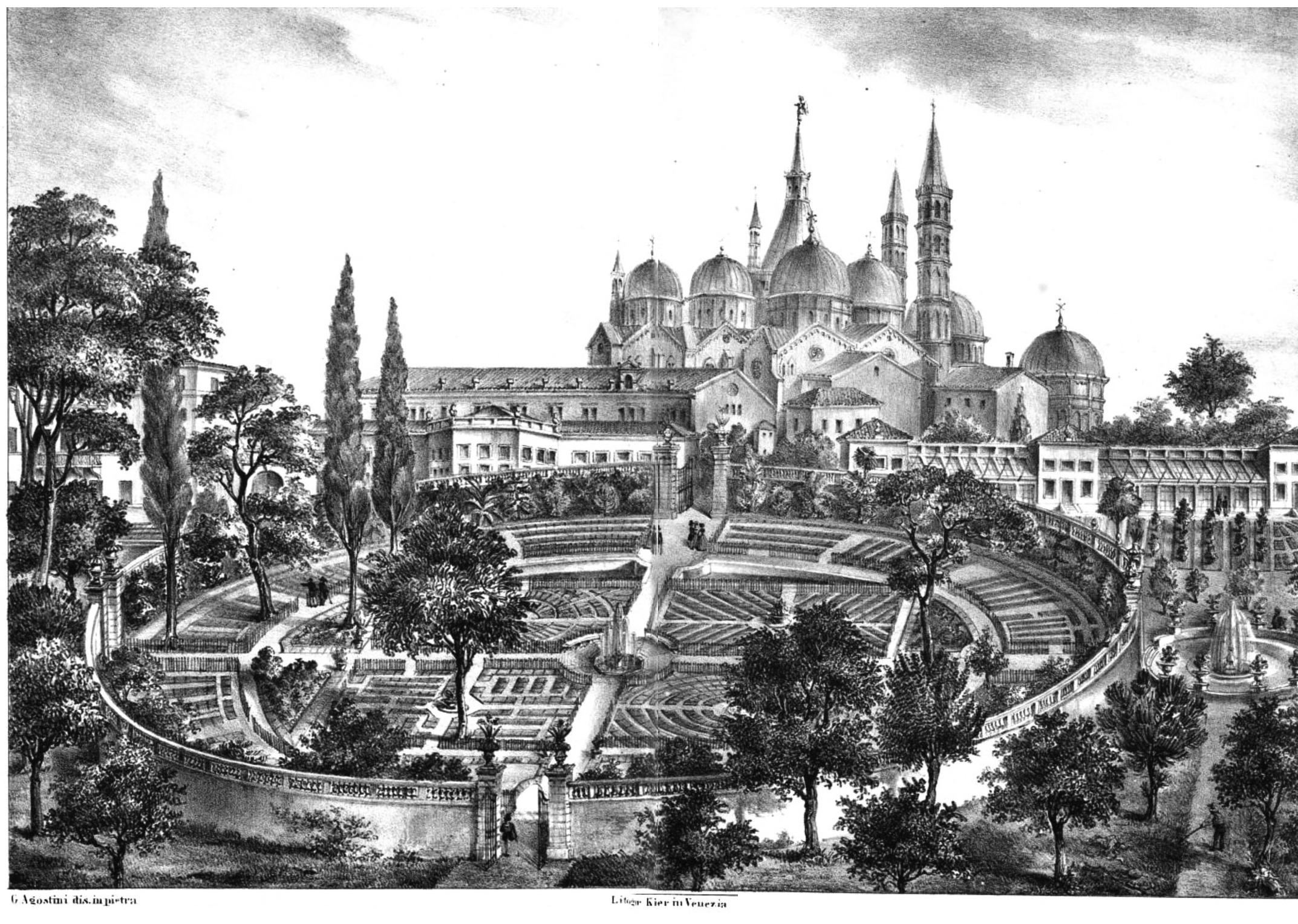
Litografia del Giardino dei Semplici di Padova

Sebbene la coltivazione delle piante per l'alimentazione umana e per gli animali risalga all'epoca preistorica e una prima idea di giardino possa farsi risalire ad un grafogramma sumero del 3000 a.C., raffigurante un triangolo con al centro disegnato un albero, le prime testimonianze dell'esistenza di giardini ornamentali realmente compiuti sono da considerarsi le pitture murali egiziane del 1500 a.C..

I giardini più rinomati del mondo occidentale antico furono i giardini di Tolomeo ad Alessandria d'Egitto e grande influenza ebbe la tradizione di giardinaggio importata a Roma da Lucullo. Le pitture murali di Pompei, insieme ai resti archeologici, sono testimonianze degli sviluppi elaborati che portarono anche alla costruzione di enormi giardini grazie alla grande ricchezza dei romani. I resti di alcuni di questi grandi giardini sono ancora oggi visibili, come ad esempio presso Villa Adriana a Tivoli. Purtroppo durante il XVI e il XVII secolo le antiche ville romane furono letteralmente spogliate dei loro marmi e delle loro statue, che furono portate in altri giardini patrizi, cardinalizi o papali. Da qui il detto "Ciò che non fecero i barbari, lo fecero i Barberini".
Bisanzio e la Spagna moresca mantennero vive le tradizioni dopo il VI secolo. Nel frattempo una tradizione di giardinaggio si era autonomamente sviluppata in Cina, e poi in seguito da qui in Giappone, dove si tradusse nella creazione di giardini aristocratici che riproducevano paesaggi in miniatura centrati attorno a laghetti oppure dei severi giardini zen presso i templi.
In Europa, l'arte del giardino rinacque durante il XIII secolo in Languedoc e nell'Île-de-France, e poi nei giardini delle ville italiane nel primo Rinascimento.

I parterre francesi, la cui tradizione risale alla fine del XVI secolo ebbe il suo massimo fulgore nelle interpretazioni che ne diede André Le Nôtre nella progettazione dei principali giardini nobiliari di Francia (si veda a tal proposito il delizioso film "Le regole del caos" di Alan Rickman, del 2014).

Nel XVIII secolo il giardino di paesaggio inglese aprì nuove prospettive.
Il XIX secolo vide il fiorire del revival dei giardini storici e la nascita dei giardini romantici di cui una delle espressioni più note è quella dei cottage garden inglesi.
Dal XX secolo l'architettura dei giardini si evolvette integrandosi e sovrapponendosi con le nuove discipline dell'urbanistica, con il design, con l'arte delle installazioni, delle performance e della Land Art.

## Vicino Oriente antico e Antico Egitto
La prima testimonianza di un giardino egizio è un modellino di un edificio, noto come "Casa delle Bambole", in cui il giardino ha un ruolo predominante rispetto alla costruzione, ridotta ad un semplice portico con colonne. La "Casa delle Bambole" risale al 2000 a.C. e fu rinvenuta nella camera mortuaria di Mekere, cancelliere del faraone Monthuotpe II. Attualmente è conservata al British Museum.
Tuttavia l'esempio più prezioso di una testimonianza di giardino egizio proviene da un affresco tombale di un alto ufficiale del faraone Amenofi II, databile attorno al 1400 a.C., che raffigura un giardino a pianta quadrata, cinto da mura, in cui le coltivazioni sono scandite in aiuole geometriche, con piccole peschiere per le piante acquatiche, per l'allevamento dei pesci e degli uccelli acquatici, circondati da file di alberi di acacia e di palme oltre che di fichi, papiri, arbusti ornamentali e alberi di difficile identificazione. La perimetrazione con alti muri era necessaria per ombreggiare le piante, proteggerle dai venti e dalla sabbia, oltre che a scopo dissuasorio nei confronti di intrusi.
Il giardino egizio, come quello persiano, tende ad isolarsi dal contesto esterno, plasma il deserto per rendere fertili terre sterili, irrigandole con l'acqua. Non è infatti casuale che i giardini più antichi si siano sviluppati nel bacino del Mediterraneo e che abbiano in comune il fatto di avere un forte carattere di riservatezza, anche perché all'epoca i giardini ornamentali erano destinati solo alla frazione di popolazione più ricca e di posizione sociale elevata. Il giardino raffigurato nell'affresco tombale rappresenta un esempio di elevata simmetria e di composizione geometrica delle parti. In esso è anche compiuto il senso estetico che pregna i giardini, cioè quello del piacere della bellezza.
Acqua e ombra sono caratteristiche fondamentali dei giardini egizi e del bacino del Mediterraneo, non solo scopo di protezione delle colture e dall'intensa irradiazione solare, ma anche perché la canalizzazione dell'acqua permetteva una ripartizione rigorosa secondo modelli matematici che gli egizi avevano già concepito.
Piante con certezza coltivate presso gli egizi sono le palme da dattero, i fichi, i papiri, il loto, il sicomoro, l'uva, mandorli, olivi, melograni, tamerici. Da queste piante si ottenevano anche frutti, oli, unguenti per cosmetici e medicinali.
I fiori furono particolarmente cari agli egizi poiché avevano funzione rituale nel culto dei morti. Con essi si facevano corone per la testa o per il petto, tanto che la botanica si affida spesso ai reperti delle tombe egizie per datare la presenza di un genere o una specie.

### Corti dei templi egizi
Le famiglie reali, in particolare in Antico Egitto, furono particolarmente importanti nello sviluppo dei giardini. Nei secoli l'importanza delle corti reali e delle classi privilegiate nel definire l'evoluzione negli stili di progettazione dei giardini e la funzionalità richiesta per gli spazi aderenti alle loro dimore è rimasta fondamentale.

### Parchi di caccia assiri e giardini del paradiso persiani
Nella cultura del giardino dell'Asia orientale le descrizioni e le raffigurazioni dei giardini sono più tarde. Se gli egizi furono ispirati alla creazione di giardini originali e artistici dalla conformazione geomorfica del loro territorio, i babilonesi meritano la fama di essere i creatori del parco. Tale forma di piantagione può svilupparsi solo in un paese naturalmente ricco di alberi e boschi. Nell'epopea di Gilgameš viene narrata una residenza boschiva di questo tipo. Non si riscontrano in questa descrizione i tratti caratteristici dei giardini babilonesi successivi. Per prima cosa manca un recinto che distingua il bosco dal parco e questo viene definito quistu (foresta), mentre il parco vero e proprio veniva chiamato kiru, termine che indicava la disposizione geometrica in filari, quindi un bosco piantato dall'uomo.
I parchi erano considerati il più grande ornamento ed erano la prima cosa che veniva devastata in guerra. I boschi assiri erano delle enormi riserve di caccia con canali e vasche per l'allevamento dei pesci. Non ci sono incisioni o raffigurazioni di tali parchi, i bassorilievi mancano quasi del tutto di sfondi paesaggistici fino al IX secolo a.C. Solo a partire dall'VIII secolo a.C. i ricchi e potenti signori assiri iniziarono a far rappresentare le loro dimore e i parchi.
Le prime immagini risalgono all'epoca di Sargon II che costruì a nord di Ninive la città di Dur Šarrukin, in cui fece erigere un enorme palazzo e vi costruì uno sterminato parco che si diceva raccogliesse tutte le piante degli Ittiti e le erbe della montagna.
Gli assiri avevano una predilezioni per la costruzione a terrazze ed erigevano i loro palazzi su collinette formate da immensi riporti di terreno. Nei parchi costruivano cappelle e tempietti. Agli assiri si può far risalire quella che viene chiamata "collina a chiocciola", cioè una collina coronata da cipressi e pini, di cui la collina dei cipressi di Villa Medici costituisce l'esemplare più citato.
Sennacherib, figlio e successore di Sargon, fece costruire una fitta rete di canali di irrigazione. Non diversamente da papi e cardinali del Rinascimento e del Barocco, questo re portò l'acqua prima ai suoi giardini e successivamente alle città.
Dalle fonti letterarie sappiamo che gli Assiri e i babilonesi furono gli inventori dei giardini pensili.
I famosi Giardini pensili di Babilonia erano considerati una delle sette meraviglie del mondo. Di essi si narra che furono costruiti da Nabucodonosor per omaggiare la moglie, nostalgica dei paesaggi fioriti della Media, la sua regione di nascita.
Durante il regno di Assurbanipal prese piede la coltivazione della vite facendola arrampicare da un albero all'altro, come una sorta di catenaria. Questo tipo di coltivazione esiste ancor oggi, sia in Italia che in Oriente, e viene denominato vite maritata. Il vino prodotto da questo tipo di coltivazione è più leggero rispetto a quello ottenuto con la coltivazione tradizionale.
Ci sono importanti testimonianze anche di una tradizione di giardinaggio presso i persiani e i medi, eredi della cultura assiro-babilonese: si trovano citazioni di un "giardino del paradiso" appartenuto a Dario il Grande. Il termine paradiso per i persiani indicava appunto il "giardino cintato del principe". Difatti, nel II sec. a.C. quando i settanta saggi ebrei dovettero tradurre la dicitura biblica gan'eden (giardino dell'Eden) in greco, usarono una parola di origine persiana: paraideza, o pairadaeza (altrove "pardes"), "recinto", che in greco era stata trasformata da Senofonte in paraidesos. Solitamente tali giardini erano dei boschi produttivi, piantati con tecniche molto elaborate.
Senofonte è una delle nostre fonti più accreditate sui giardini persiani, sua è infatti la descrizione del giardino di Ciro a Sardi, che avrebbe avuto molta fortuna nella letteratura greca, al punto che Socrate lo citò nel dialogo con Critobulo, e in quella latina.
Il paradiso persiano è basato su tre componenti principali: l'acqua, gli alberi e la regolarità dell'impianto. Il paradiso infatti era diviso in quattro quadranti da due canali che si incontravano al centro del giardino. È evidente che tale struttura nasceva da una simbologia numerica legata alla concezione della quadripartitura del mondo. In epoca sassanide il giardino era solitamente diviso in quattro quadranti originati dall'incrocio di due canali ortogonali, segnati da filari di alberi. Alla confluenza dei canali c'era un tempio o una fontana.
Il paradiso persiano avrà una grande influenza sulla storia del giardino, sia per la sua diretta connessione con il mondo islamico, sia per le influenze attraverso la cultura alessandrina ed ellenistica.
Scipione l'Emiliano il Giovane parla dei paradisi di cui era venuto a conoscenza dopo la conquista della Macedonia (167 a.C.). Un secolo dopo i paradisi erano diventati un complemento indispensabile per qualsiasi dimora reale ellenistica. Gli edifici reali sparivano dentro l'estensione del parco.
I persiani ereditarono dalla cultura assiro-babilonese l'amore per gli alberi, cui era rivolto un culto di primaria importanza. Non diversamente dai Celti, essi credevano che il mondo fosse originato da un albero con una fonte che sgorgava dalle radici. L'interesse per l'arboricoltura non era riservato solo a re e principi, ma anche a persone di basso rango. Nei boschi si tenevano delle ispezioni militari, ma anche feste popolari, come narrato nel libro di Ester. Durante la guerra con i fenici, questi ultimi, conoscendo l'amore persiano per gli alberi, distrussero il parco di Sidone.
La geometria dei parchi persiani funse da modello per l'ideazione del Giardino dell'Eden ebraico, che è in tutto e per tutto una copia del "paradiso" quadripartito. All'incrocio dei fiumi vi era però posto l'Albero della conoscenza del Bene e del Male.

## I kepos greci
Quando i greci videro i parchi orientali ne rimasero colpiti ed affascinati, poiché la loro cultura, sebbene avanzatissima in tutte le arti, non aveva mai prodotto nulla di eguale. Una delle ragioni per le quali si sostiene che l'Antica Grecia non abbia prodotto sfarzosi giardini è riconducibile alla vita democratica delle polis, che avrebbe mal visto lo sviluppo di giardini privati come dichiarazione di ricchezza e benessere. Peraltro la cultura cretese-micenea fu amante dei fiori, difatti dai reperti possiamo dedurre una centralità del motivo floreale decorativo, come già era stato per quella egizia.

Per i greci occuparsi del giardino era un'attività prevalentemente femminile o alla quale ci si poteva dedicare durante le pause tra una guerra e l'altra.

Le influenze persiane si propagarono all'antica Grecia: attorno al 350 a.C. c'erano giardini presso l'Accademia di Atene e Teofrasto, considerato il padre della botanica, si suppone avesse ereditato il giardino di Aristotele. Anche Epicuro possedeva un giardino in cui amava camminare e insegnare, che lasciò poi a Ermarco di Mitilene. Alcifrone fa menzione di giardini privati.

Il giardino greco era spesso pubblico. Questo interesse iniziò a svilupparsi all'epoca di Cimone, fu lui che fece piantare alberi nell'Agorà di Atene. Fondamentale per i greci era l'attività che si svolgeva al Ginnasio o nelle Accademie, spesso descritti nei dialoghi di Platone o nei testi di Senofonte.

In epoca romana Vitruvio descrive le palestre, costituite da una sala a colonne, detta xystos, dove si potevano svolgere le attività fisiche anche in caso di maltempo. Attigue a questa sala c'erano delle passeggiate all'aria aperta che i romani chiamavano xysta. Si trattava di boschetti o piantagioni di platani disposti tra due portici, c'erano anche sedili e panchine. Usualmente, alla fine dello xysta, si trovava lo stadio. Si pensa che nei prati delle passeggiate potesse crescere abbondante l'acanto.

In questi giardini si passeggiava e discuteva di filosofia (il termine "filosofia peripatetica" trae origine dal fatto che si percorreva un perimetro. I latini appresero la metodologia e coniarono il detto "Solvitur ambulando"). Nel giardino privato si prediligeva la coltura di piante officinali e di ortaggi. I giardini privati erano solitamente piccoli spazi chiusi posti su un lato o sul retro dell'edificio. Lo studio delle erbe officinali era molto avanzato, come testimonia l'opera di Dioscoride sulle piante usate a scopi medici.

Un esempio di giardino greco è quello che ci viene restituito dalle pagine dell'Odissea nel brano in cui viene descritto il giardino di Laerte, padre di Ulisse o in quello di Alcinoo. Si parla di coltivazioni che oggi verrebbero considerate agricole, come vite, fichi, alberi da frutto, ma disposte in maniera ornamentale e in grado di fornire ombra, profumi e diletto a chi vi si intratteneva, con un recinto di rose intrecciate (motivo che si riproporrà più avanti anche durante il Medioevo). È tuttavia errato considerare gli antichi Greci un popolo che coltivava solo orti, come è stato spesso detto. All'epoca infatti l'idea di giardino era già compiuta e maturata ma la cultura greca preferì adottare la coltura di piante utili piuttosto che unicamente ornamentali. I sistemi di irrigazione erano estremamente complessi ed elaborati. Si può affermare con un certo margine di sicurezza che la coltura delle piante ornamentali si affermi attorno al VI sec. a.C. poiché ci sono testimonianze dell'uso di coronarsi di fiori, prima di allora sconosciuto. Platone cita il termine perikepoi per indicare delle aiuole, anche se non viene specificata la distribuzione dei fiori. È difficile capire anche se la coltivazione dei fiori fosse incentivata da motivi farmacopeici (come nel Medioevo), o per i riti funebri. Le tombe erano spesso interne ai giardini, e venivano chiamate kepotaphion (cenotafio).

Artemide era considerata la protettrice degli orti e dei giardini, e il suo appellativo era "coronata di violette". Per la diffusione della coltivazione dei fiori e delle piante fu molto importante il culto di Adone, in onore del quale si costruivano i giardini di Adone, di cui esempi ottimamente conservati sono visibili presso il Museo di Locri. Si trattava di riempire vasi o contenitori con della terra e farvi germinare semi di legumi o cereali (ma anche lattuga, finocchio, insalata). Questo rituale è sopravvissuto e viene diffusamente praticato in Italia e in altri paesi europei. Sembra che questo culto favorì la coltivazione in vaso delle piante.
Il capitello corinzio, che rappresenta le foglie lobate e spinose dell'acanto, apparve attorno al V secolo a.C. e si può considerare la prima forma pietrificata di vegetale a scopo esclusivamente ornamentale della storia europea.

L'influenza persiana nell'antica Grecia si nota particolarmente nelle testimonianze sulla vegetazione circostante i luoghi di culto, con l'introduzione di specie arboree ornamentali alloctone e con il controllo dei boschi affinché non si inselvatichissero eccessivamente e che l'aspetto paesaggistico generale fosse gradevole senza risultare però artefatto o innaturale.

Un elemento tipico dei giardini boschivi greci era il ninfeo, una fontana o un piccolo stagno, naturale o artificiale, coronato da alberi, presso cui si potevano fare sacrifici e omaggi alle ninfe. La tradizione del ninfeo fu ripresa nel tardo XVII sec. e soprattutto nel XVIII sec.

In tempi più tardi i boschetti divennero anche frutteti.

## Giardini romani

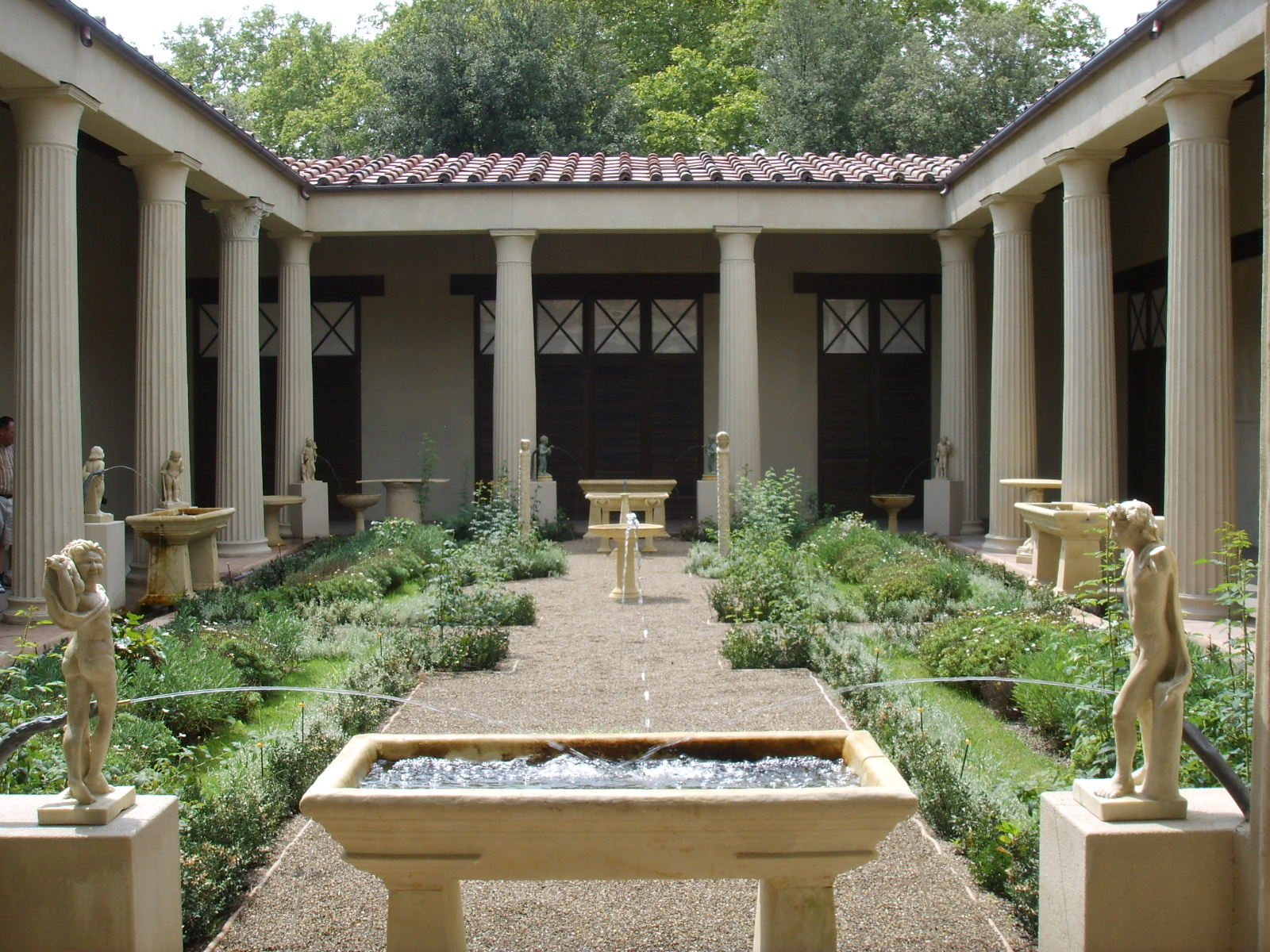
Ricostruzione del giardino della Casa dei Vettii di Pompei.

I giardini romani presentano molte affinità col giardino greco, nei confronti del quale ci fu un consapevole "ripescaggio", specie nella raffinata cerchia di letterati e filosofi che circondava Cicerone. I romani utilizzarono il modello di giardino greco in un'epoca in cui la vita in campagna era la condizione dominante. Il nobile romano, difatti, aveva una sola vera professione, la res rustica, cioè l'agricoltura. Solo sporadicamente il nobile abitava la casa di città. Catone fu un convinto assertore dell'utilità dei giardini, tanto che sosteneva che chi trascurava il giardino dovesse essere punito. Le ville romane si svilupparono soprattutto nel periodo dell'ultima Repubblica. I romani avevano voglia di comprare e andare a vivere in campagna, come la vita di Cicerone stesso dimostra. È di questo periodo la distinzione tra villa rustica e villa urbana. La prima era più di una fattoria, una vera e propria azienda agricola, la seconda era dimora cittadina signorile, paragonabile a ciò che i francesi chiameranno maison de plaisance. Esiste anche la locuzione villa suburbana, che definiva probabilmente una dimora di campagna senza coltivazioni agricole, con giardino, e vicina alle comodità della città. Nella Roma repubblicana tuttavia questa distinzione non è ancora pienamente delineata: le fattorie e i giardini continuavano ad essere chiamati hortus o heredium, ovvero "terreno recinto che fa parte della dimora, quota di terreno che segue l'erede".
Con le guerre puniche l'economia non può limitarsi alla scala familiare, ma deve impegnarsi a sostenere la nazione. da qui l'importanza della produzione agricola in campagna che doveva sostenere la città.
Della villa rustica abbiamo descrizioni di Varrone, Columella, Vitruvio. Riguardo ai giardini di utilità non si fa menzione della disposizione delle piante, ma solo delle recinzioni. Le ville rustiche si trovavano per necessità vicino a pozzi o corsi d'acqua. Sembra che la disposizione degli alberi in filari sfalsati (quincunx - quinconce) sia un'invenzione dei romani (anche se per errore venne attribuita da Cicerone ai persiani e agli assiri). Un'estensione della villa rustica era la villa fructuaria, che comprendeva dei magazzini per lo stoccaggio di frutta e (presumibilmente) anche di ortaggi.
Dalla tarda Repubblica in poi si diffonde l'uso del giardino ornamentale, e anche in questo caso Cicerone è un nome ricorrente. Le ville di piacere romane erano costituite da un parco in cui elementi architettonici (porticati, colonnati), si fondevano con la vegetazione. Questo insieme fornì più tardi il modello a cui si ispirarono i parchi neoclassici nel secolo XVIII.
È con Lucullo (60 a.C.) che si afferma l'arte dei giardini e per tutta Roma si gareggia nel trasformare e abbellire le proprietà familiari, la cultura del giardino era molto avanzata, tanto che esistevano delle regolamentazioni piuttosto articolate sulle servitù urbane: ad esempio non era possibile togliere luce ai vicini piantando alberi sul tetto. Da questa normativa si può facilmente dedurre che i moderni roof garden hanno origini antiche.
Esistevano diversi livelli di giardini: gli abitanti delle insulae si accontentavano di fiori alle finestre, in periferia c'erano gli hortuli (giardini o piccoli parchi), e le tabernae, luoghi per la sosta e il riposo.
I giardini romani sono carichi di influenze della Grecia ellenistica e della civiltà alessandrina. Basti pensare ai giochi d'acqua presenti in molti giardini privati e pubblici, la cui conoscenza era stata tramandata dai tempi di Erone di Alessandria che li inventò. Altre introduzioni provenienti dalla Grecia furono il portico e la passeggiata alberata.
Dopo il 60 a.C. anche le thermae si arricchiscono di giardini che si affiancano al grandioso complesso di edifici e strutture messo in opera dai romani per l'otium.
Successivamente al I secolo d.C. il sistema del giardino privato si modifica. In poco più di due secoli passa dal semplice hortus posto su un fianco dell'abitazione a una posizione più centrale e organica all'interno della struttura della casa, che si sviluppa attorno all'atrium, secondo una tipologia di origine etrusca (che ritroviamo in molte civiltà europee mediterranee, come quella spagnola), ed in questo contesto acquista maggiore importanza il peristilio.
Al tempo di Virgilio, Marziale, di Plinio il Giovane e di Mecenate, la corsa alla residenza suburbana fu paragonabile alla urbanizzazione del XIX secolo, tanto che Marziale criticava severamente i patrizi che acquistavano piante al vivaio e dovevano farsele portare a casa con il carro, non diversamente da quanto si svolge oggi durante le fiere di giardinaggio.
Dei giardini romani imperiali sappiamo molto dagli affreschi pompeiani. Quello più interessante è comunemente chiamato casa di Livia e raffigura un giardino complesso, con vegetazione rigogliosa e fauna d'ogni tipo. Si ravvisano recinzioni a maglia romboidale, che saranno riprese nel Medioevo, cesti di frutta, vegetazione non originaria della penisola italiana (alloctona). È evidente il desiderio di portare il giardino anche dentro la dimora, dove ci si poteva riparare dei caldi raggi del sole, eppur continuare a godere del giardino anche al chiuso. In tutta Pompei l'architettura delle dimore e la sistemazione dei giardini rimanda fortemente all'antichità ellenica. Molte delle decorazioni e delle strutture raffigurate a Pompei torneranno nel periodo Barocco e in quello Neoclassico.

Roma, specie in epoca tarda, aveva già iniziato una produzione semi-industriale di fiori da taglio (alcuni dipinti di Lawrence Alma-Tadema raffigurano feste romane con una gran profusione di fiori), tanto da non dipendere più dall'Egitto per l'importazione delle rose in inverno. Anche i gigli erano forzati tramite calore. Le serre avevano finestre di mica e in campagna l'attività vivaistica era consistente.

Anche chi non aveva giardino desiderava fiori, perciò si diffuse l'uso di piantare sulle terrazze e sui balconi. A Pompei, nella casa di Sallustio, è possibile salire sul tetto del peristilio, adibito a terrazza per i fiori sui due lati. Balconi e terrazze erano così diffusi da diventare un comodo mezzo per raggiungere gli appartamenti e derubarli. In epoca tardo-imperiale dobbiamo immaginare Roma come una città in cui i giardini fiorivano sui tetti.
Nelle ville romane era fondamentale l'acqua. Si pensa che numerosi fossero gli scherzi d'acqua presenti. Di certo c'erano canali, pluviali, vasche di raccolta e fontane.
Alcune invenzioni peculiari dell'arte dei giardini romani furono l'Ars topiaria e l'Amaltheion. In epoca repubblicana non c'è menzione della scultura dei sempreverdi in fogge di animali, e Plinio attribuisce tale invenzione ad un amico di Augusto, il cavaliere C. Matius, anche se non sappiamo con certezza se questa attribuzione corrisponda al vero. Prima la scultura verde era chiamata nemora tonsilia e topiario il giardiniere o colui che crea dei luoghi, dei paesaggi (topos). Fu di nuovo Cicerone a risolvere il caso, definendo la scultura verde opus topiarii.

L'Amaltheion era un luogo sacro alla capra Amaltea nutrice di Zeus, ed era costituito da un lago o un corso d'acqua, vicino al quale c'era un boschetto ed eventualmente un portico. Ne abbiamo un esempio in un affresco a Boscoreale che raffigura una grotta coronata da un portico, entro la quale si poteva prendere il fresco seduti sulle panchine. L'Amaltheion più conosciuto fu quello di Attico che si trovava nell'Epiro, era ombreggiato da platani e vi erano state condotte le acque del Thyamis. Cicerone chiese all'amico Attico tutte le informazioni possibili e si fece costruire un Amaltheion.
Gli amministratori dell'Impero romano (in una fascia temporale che va circa dal 100 a.C. al 500) diffusero attivamente le conoscenze nei settori di agricoltura, orticoltura, allevamento di bestiame, idraulica e botanica. Sementi e piante furono ampiamente condivise nelle diverse sedi dell'Impero. I giardini di Lucullo (Horti Lucullani) sul colle Pincio ai confini di Roma introdussero in Europa la tradizione del giardino persiano, attorno al 60 a.C.
Tra i giardini imperiali il più celebre è quello dell'Imperatore Adriano a Tivoli.

## Culti romani del giardino
Il giardino era per i romani, parte integrante della casa, del focolare domestico, ed era dedicato al culto dei Lari (Lares familiares), antenati, defunti, protettori della casa e della famiglia. Ai Lares familiares venivano affiancati i Lares agrestes, delle divinità del giardino. I Lari erano collegati a Priapo, divinità della fecondità. Nei periodi dei riti dionisiaci o dedicati ad altre divinità della fertilità, nel giardino (viridarium), venivano disposte delle statuette di satiri. Priapo diventava il Ruber Custos (il Rosso Custode), molto simile ad uno spaventapasseri dipinto di rosso. Sembra anche che nel periodo del solis invictus, i Lares agrestes venissero spostati lungo il perimetro del giardino, usanza da cui sarebbe originato il presepe (da "praesepere", vicino alla siepe). Alcuni studiosi hanno ipotizzato che sia da quest'uso che derivino i moderni nani da giardino.
Alla figura maschile di Priapo si affiancano diverse divinità femminili. Una Venere rustica protettrice dei produttori di vino, che diverrà in seguito Venus Julia. Flora, di origine sabina, che presiedeva a tutto ciò che fioriva, e Pomona, antica divinità italica, che presiedeva a tutto ciò che fruttificava.

## Giardini islamici
Giardini bizantini e turchi.
A partire dal giardino persiano, si sviluppò il giardino Mogul in India.
I giardini spagnoli sono di derivazione islamica.

## Giardini cinesi e giapponesi
Giardini 'collina-laghetto' di Cina e Giappone.
Giardini zen del Giappone.

## Giardini medievali
È sorprendente quanta parte dell'arte dei giardini sia stata perduta durante il periodo medievale in Occidente. È chiaramente da imputarsi alle invasioni barbariche la perdita della ricchezza e delle conoscenze che fino all'acme dell'Impero romano avevano reso i giardini fonte di delizie e di stupore. La lingua latina teneva insieme il coacervo di popolazione scese in Europa, e veniva comunque considerata la lingua del sapere e della conoscenza. I libri sui giardini o sull'agricoltura sono sempre scritti in latino.
Dopo la Caduta dell'Impero d'Occidente (476 d.C.) la vita si fece rurale, basata su un'economia di sussistenza. La sicurezza era sempre più legata alla possibilità di vivere in luoghi fortificati. È soprattutto nei conventi monastici occidentali che si riallaccia il filo della storia dei giardini, sfilacciatosi durante le invasioni barbariche. In oriente si tendeva infatti all'eremitaggio, ed era difficile che si sviluppasse una regolare cura dei giardini. In Occidente, al contrario, i monaci si aggregano in fortilizi protetti, adibiti al culto, alla produzione di cibo e alla salvaguardia della cultura.
Non avendo altri modelli a cui riferirsi, i monaci attingono per la costruzione di chiostri a quello romano o tardo-romano. Usando un colonnato a portici, desunto dai parchi persiani, e per tal motivo chiamato "paradiso", chiudono uno spazio a pianta quadra o rettangolare, entro cui coltivare piante per uso medicinale ed erboristico. I quattro angoli ai lati erano separati tramite divisioni curve, e vi si coltivavano i fiori per l'altare, tra questi soprattutto gigli.
Molto spesso, secondo il canone romano, l'intero giardino era perimetrato da basse siepi di bosso.
Al centro del giardino vi era una fontana, simbolo di fertilità e omaggio alla purezza della Madonna, e l'intero giardino, o hortus conclusus era diviso in quattro quadranti da due assi perpendicolari, secondo il modello già visto nei "paradisi" persiani. Questo schema fu indicativo per molto tempo a venire, tanto che Bacone lo esaltò per la creazione dei giardini inglesi della sua epoca, alla fine dell'Età elisabettiana. Non solo, ma l'idea del giardino medievale, chiuso, fu ispiratrice dello stile dei giardini Arts&Crafts, come ben si può evincere dall'opera di pittori preraffaeliti come John William Waterhouse.

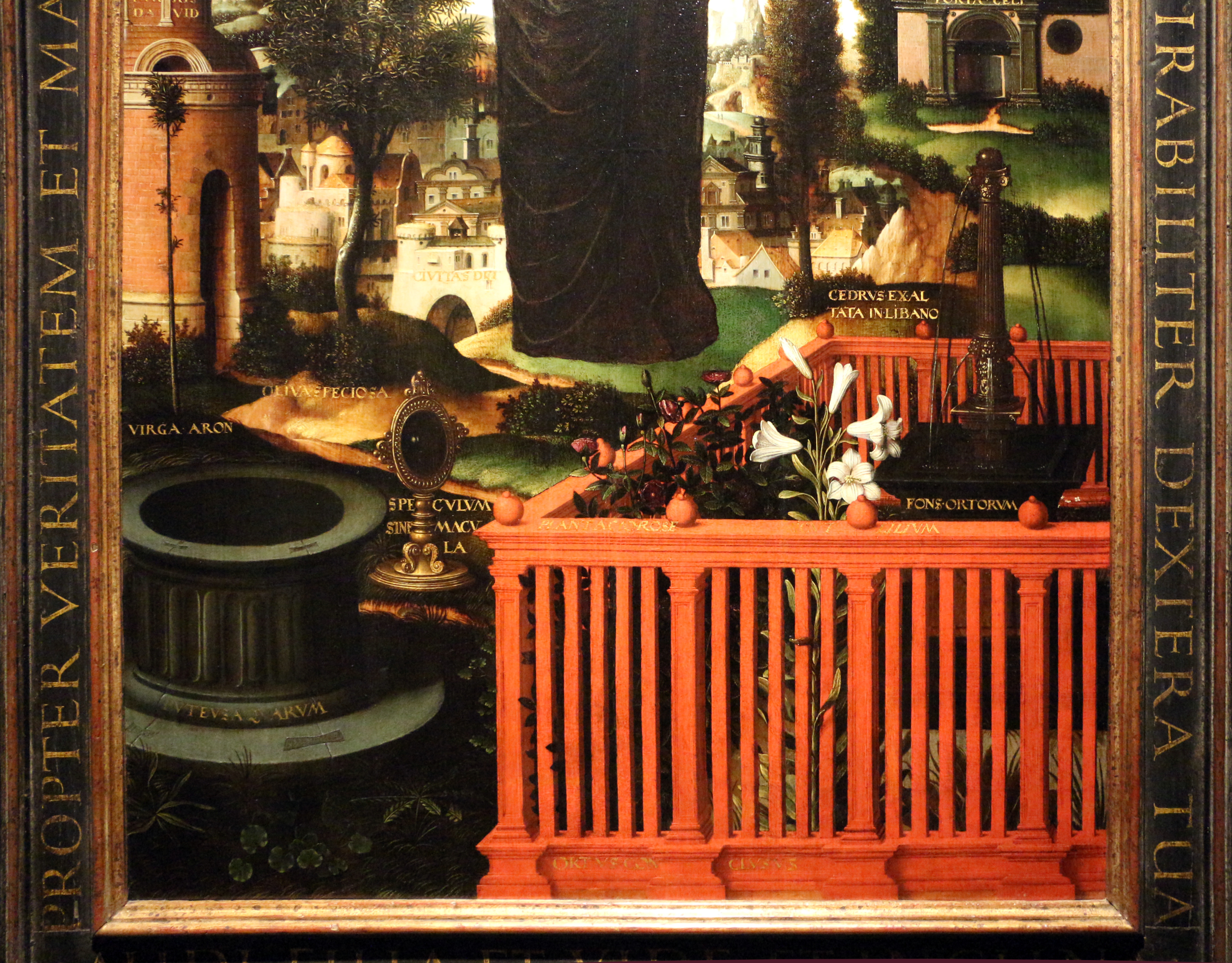
Rappresentazione simbolica di un hortus conclusus in un dipinto di Pieter Claeissens il Vecchio

Lo sviluppo dei giardini medievali trova uno slancio con l'ordine dei Benedettini che stabilisce che entro le mura si debba trovare "tutto quanto necessario alla vita dei monaci, prima fra tutti l'acqua e le sistemazioni a giardino", anche se non si sa con certezza quanto questa regola possa essere stata rispettata e soddisfatta anche a Montecassino. Una fonte importante è una pianta di un monastero benedettino, conservata presso la biblioteca di San Gallo. Oltre alla struttura principale della chiesa, degli edifici annessi, di scuole, locande, ospedali, stalle, si può notare come le celle dei monaci e quasi tutti gli edifici si rivolgano verso uno spazio centrale: un cortile aperto circondato da portici.
Anche qui il chiostro segue la regola dei quattro quadranti, con al centro degli assi un albero e delle erbe. Anche i riquadri sembrano essere piantati con prato, erbe e fiori.
Il giardino claustrale era quello più bello e in genere riservato ai soli monaci, ma esistevano anche giardini al di fuori del chiostro, solitamente ben esposti a sud e riparati da mura contro le intemperie. I giardini non claustrali, che servivano dunque all'uso dei monaci e di chi lavorava nei monasteri, erano solitamente ripartiti in "parcelle" rialzate (il che facilitava il lavoro e rendeva più comoda la concimazione col letame). Di solito c'erano delle parcelle riservate alle erbe officinali e medicamentose, tra cui -sembra- si trovassero anche quelle destinate ai fiori ornamentali, e poi quelle destinate ad uso alimentare, spesso monocolturali. Il numero era solitamente pari e le parcelle erano delle stesse dimensioni e ripartite in maniera lineare, ortogonali le une alle altre, come in una scacchiera.
Un'altra delle fonti più importanti per comprendere che tipo di piante e fiori si coltivassero negli orti monastici è il "Capitulare de villis vel curtis imperii", detto semplicemente Capitulare de villis (in italiano: "Decreto sulle città") emesso da Carlo Magno, circa nel 795, in cui vengono nominate 73 erbe e 16 alberi che Carlo Magno voleva fossero coltivate nelle sue terre. Nel "Capitulare" veniva anche richiesto un rapporto annuale, da presentare a Natale, sui raccolti ottenuti, non solo di piante eduli, ma anche ornamentali.
Un altro testo importantissimo è l'Hortulus di Walafrid Strabo. Il titolo latino completo dell'opera è: Liber de cultura horturm. In questo importantissimo testo le tecniche di giardinaggio e orticoltura sono esposte in maniera semplice, pratica e moderna, e vengono descritte sia specie utili che ornamentali.
Si fa un ulteriore passo avanti con le regole dell'ordine dei cistercensi, per i quali doveva esistere non solo il giardino con erbe e fiori, ma anche il giardino per gli infermi e i convalescenti, in cui ci fosse una vasca per i pesci con bordi alti, in modo da potervisi sedere, recinti con alberi da frutto, passeggiate. In definitiva un luogo in cui il piacere dell'anima si fondeva in maniera spirituale alle necessità di ordine quotidiano. Al di là dell'aspetto religioso, in epoca moderna, molti terapisti consigliano l'ortoterapia come pratica coadiuvante negli stati di patologie, specie di ordine psicologico.
Il rapporto tra i giardini e la sacralità cattolica sarà molto stretto durante il Medioevo, e il giardino simbolo della purezza di Maria. Dopo il 1000, e ancora più avanti, dal 1200 in poi, il giardino monastico migliora la qualità della tecnica, con parcelle ben divise e viali lastricati in cotto o pietra locale, l'esposizione sempre studiata per avere la migliore insolazione e al centro del giardino claustrale elementi simbolici ricorrenti, quali l'acqua, il ginepro, gigli, rose, iris.
Spesso i monaci avevano dei giardini privati, come a Padula, poiché era una caratteristica dell'ordine cartusiano che avrà grande diffusione a partire dal XIV secolo.
Al contrario poche sono le testimonianze di giardini all'interno di castelli, di cui sappiamo quasi esclusivamente dai romanzi cavallereschi.
Da opere letterarie come Roman de Tristan, Roman de Erec ed Enide o la Chanson de Roland, si deduce una forma ricorrente di giardino nobile: un giardino recinto, diviso da graticci, alberi da frutto e la presenza di un ruscello o una fontana.
Da numerose miniature medievali abbiamo una visione molto definita del giardino cortese medievale. Le miniature considerate maggiormente dalla storiografia dei giardini sono quella "dell'unicorno" (in realtà un particolare di un arazzo francese del XV secolo conservato a New York), una miniatura di un codice redatto per Francesco I, una miniatura di Missel per Renaud de Montauban, una miniatura olandese della Cité des dames, la splendida miniatura contenuta nel De Sphaera, alcune illustrazioni per la terza giornata del Decameron, le miniature per il Roman de la Rose, e molte altre ricavate da Tacuinum sanitatis e altre. da tali illustrazioni si possono ricavare degli elementi ricorrenti nel giardino cortese: la ripartizione in "stanze" differenti, dove ci si potesse riunire ed amoreggiare, la presenza di muri e archi, di graticci, di tonneau, di fontane, a volte molto elaborate, di sedili ricavati da un basso terrapieno ricoperto di prato, circondato da un basso muretto a mo' di schienale. I fiori erano disposti sul perimetro delle mura, dispersi nei prati, o coltivati in parcelle rettangolari o quadrate allineate, spesso sopraelevate e circondate da un graticcio di legno morbido intrecciato (a questo scopo veniva di solito destinato il salice). Nel Medioevo il giardino fu anche un luogo di piaceri e delizie, nonché un luogo dove amoreggiare. Il giardino italiano già acquistava la caratteristica di luogo di piacere e di "locus amoenus", mentre in area francofona, grazie soprattutto al Roman de la Rose, il giardino acquistava significato misticheggiante.

## Giardini all'italiana
Il Rinascimento italiano ispirò una rivoluzione anche nel giardinaggio. I giardini rinascimentali erano ricchi di scene tratte dalla mitologia e da allegorie. In particolare in questo periodo divenne importante l'uso dell'acqua, come simbolo di fertilità ed abbondanza della natura.
I giardini italiani a terrazze del Rinascimento.

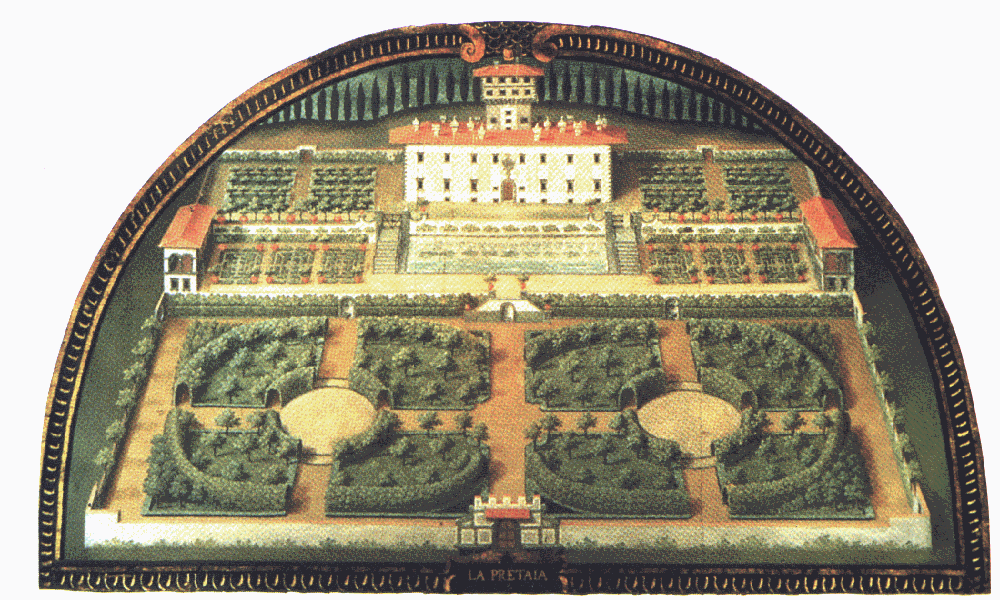
Villa Medici Villa a Petraia.

A partire da XIV secolo l'economia europea raggiunge una fase mercantile piuttosto avanzata, in cui sono le dinamiche commerciali europee a prevalere e il mediterraneo perde la sua centralità. L'Italia, grazie agli scambi culturali ed economici, si arricchisce non solo finanziariamente ma anche culturalmente ed artisticamente. L'Umanesimo e il Rinascimento sono infatti tipici ed esclusivi dell'Italia, al contrario di altri movimenti, come il Manierismo, il Barocco, il Neoclassicismo ecc. che coinvolgono in maniera più o meno omogenea l'intera Europa.
Il concetto di "bellezza" durante il periodo rinascimentale, non era più legato alla particolarità dell'ornamento (caratteristica del Gotico ad esempio), ma dall'armonia delle parti fra loro e la relazione con il tutto. Si concepisce dunque un sistema che secoli dopo verrà chiamato "struttura".
Il giardino rinascimentale prende a modello filosofico il Neoplatonismo e il concetto vitruviano dell'Eurythmia, alla cui base è posto l'uomo che è il sistema di riferimento d'ogni cosa.
Le proporzioni fisiche del corpo umano contengono -secondo i rinascimentali- numeri e forme di riferimento validi per creare la bellezza.
La più compiuta espressione di tali idee si ha nell'opera di Leon Battista Alberti, De re aedificatoria, scritto nel 1452 e pubblicato nel 1485. Le indicazioni fornite da Alberti per la ricerca del sito appropriato per la costruzione di una villa con giardino, ci fanno capire quanto ricchi e potenti fossero i committenti. Non si ricercava più un riparo per persone, armenti e orti, ma si collocavano le ville in posizione dominante rispetto al borgo e ai paesi: una chiara affermazione di potere. Anche l'acqua veniva deviata prima alle ville e poi alla città, che doveva essere sottomessa al potere dei signori. Si prediligono quindi luoghi soprelevati, aperti sulle colline o sul mare, con ai piedi la distesa dei borghi. La prospettiva necessariamente si estende al paesaggio circostante, nascono le cosiddette "visuali a campo lungo". Edifici, e tutti gli elementi architettonici in genere, devono fondersi con la vegetazione e con il paesaggio circostante. I confini del giardino, pur visibili, fungono da quinta scenica per il paesaggio circostante.
Di grande importanza per l'ispirazione del modello formale fu un testo stampato nel 1499 da Aldo Manuzio, di incerta attribuzione, ma firmato da un non ben identificato frate domenicano di nome Francesco Colonna. Il testo è l'"Hypnerotomachia Poliphili" e narra le vicende romantiche tra Polifilo e Polia. Nel testo compaiono 147 illustrazioni dedicate all'arte dei giardini che forniscono indicazioni generali, a partire dall'impianto fino ai più minuti dettagli. Polifilo e Polia vengono trasportati su un'isola, Citera, dove vivono Venere e Amore, e che è un meraviglioso giardino di delizie, cinto di mirto, di perfetta forma circolare.
Il giardino di Villa Lante fu progettato avendo a modello l'isola di Citera. Alberti prescrive la proporzione delle linee, sentieri leggermente acclivi, portici per garantire ombra, pergole, boschi ombrosi, grotte rinfrescanti. È interessante notare come Alberti non citi mai le terrazze che renderanno famoso il giardino rinascimentale, ma si riferisca solo a luoghi piani. Loda l'antica tradizione della coltivazione in vaso, così come quella di disegnare col bosso le iniziali del proprietario. Ruscelli e giochi d'acqua devono scorrere e sgorgare inaspettatamente per ogni dove, mentre le fonti devono scaturire dall'interno di grotte di tufo calcareo rivestite di conchiglie e ciottoli. Molta importanza viene data al cipresso, per la sua capacità di svettare dando verticalità, e per la sua qualità di apparire quasi una scultura.
Il giardino rinascimentale utilizzerà molte statue, bassorilievi, decorazioni in marmo. Le sculture antiche erano ovunque si scavasse, per cui timidamente dapprima si iniziò a farne uso per i giardini. Solo in seguito (1500) si comprese l'alto valore che tali statue potevano avere per i giardini, tale da tenderli dei musei a cielo aperto. Piante e elementi architettonici devono essere concepiti come un tutto unitario. L'architettura è strettamente legata al progetto del giardino e il giardino stesso diventa una sorta di "teatro", o meglio di quinta scenica per l'edificio centrale, assumendone anche le caratteristiche strutturali, quindi uno spazio definito ripartito geometricamente, secondo una simmetria centrale solida e per così dire "immutabile". Una grande componente è assorbita dalle descrizioni di Plinio e Vitruvio basata sull'armonia pitagorica delle parti.
In questo periodo si dà gran risalto all'arte topiaria, di cui abbiamo delle descrizioni nell'opera di Giovanni Pontano De Hortis Esperidium.. Non era raro che si creassero dei disegni o delle scritte con erbe odorose o con fiori, non differentemente da come si fa oggi nei parchi pubblici. Specialmente nel primo Rinascimento era abitudine tenere voliere e animali esotici e selvatici in gabbie o in giardino, ed era molto diffusa la passione per l'uccellagione e la caccia.
Un errore comune è il pensare che i giardini all'italiana fossero noiosi e privi di fiori. All'interno dei parterre delineati dalle siepi di bosso, c'erano infatti molti fiori, utilizzati sia come decorazione, sia come materiale officinale per le cucine e i medicamenti. Alcune piante erano molto costose, come i tulipani, altre erano spontanee o tipiche dell'Europa, come l'Alcea.
Durante il Cinquecento l'Italia si trova ad essere invasa da francesi e spagnoli che dopo la Pace di Noyon stabiliscono il loro potere rispettivamente al Nord e al Sud. L'Italia, che fino a quel momento era stata leader europea in quanto ad arte e filosofia, diventa instabile, dunque l'unico stato in grado di garantire una certa sicurezza politica ed economica è quello pontificio, dove si svilupperanno alcune tra le forme più elevate di giardini. In particolare è dal pontificato di Giulio II che i papi e gli alti prelati vogliono dimostrare il loro potere, mettendo in cantiere non solo chiese e luoghi di culto, ma anche ville e palazzi sui colli di Roma. Le famiglie che avevano avuto un importante ruolo economico nel secolo precedente, come i Medici, potevano garantirsi una continuità di preminenza economica portando i loro rampolli a vescovati e finanche al soglio pontificio, preminenza che veniva espressa materialmente con architetture imponenti.
La villa sui colli diventa uno status symbol da affiancare alla villa cittadina. Il giardino, seppur recintato, non ha una dimensione introiettata come l'hortus conclusus medievale. La natura circostante non è più aggressiva o semplice sfondo, ma grazie alle tecniche agricole migliorate nel corso dei secoli, ha già acquisito una dimensione di luogo ameno, idilliaco e riposante. Gli scenari si aprono e si richiudono secondo una studiata composizione degli spazi, che deve contrapporre la formalità del giardino alla morbidezza della campagna.
L'impianto tipico è monoassiale e geometrico, con ripartizioni quadrangolari degli spazi, perimetrate da siepi di bosso. All'interno dei parterre così ottenuti (dal francese partir: suddividere) veniva lasciato un prato che poteva essere arricchito con fiori o con ciottoli colorati. I parterre potevano essere regolari o sagomati, e spesso venivano ulteriormente suddivisi secondo le diagonali. A Roma il giardino diventa spazio riservato a eventi collettivi volti alla celebrazione di un sovrano unico: il Papa, mentre a Firenze mantiene il suo originario spirito di "locus amoenus", luogo privato di riposo, a cui può accedere una cerchia assai stretta di borghesi colti.
Diventa importante dare respiro estetico ai dislivelli dei colli, usando scale e dei terrazzamenti, che vengono scanditi attraverso balaustre (famose sono le scale serliane).
Fondamentale è l'uso dell'acqua, che serviva a rinfrescare e dare un senso di eterna giovinezza, oltre che di potere economico e dominio sulla natura. Rivoli d'acqua, piccoli ruscelli, grandi bacini, cascate, catenarie d'acqua, piscine, fontane, ninfei -assieme alla statuaria antica- caratterizzano il giardino all'italiana più di ogni altra cosa.
Nel corso dei secoli, soprattutto nel Seicento, numerosissime furono le modifiche apportate ai giardini rinascimentali, tanto che ormai quasi nessuno ha conservato il suo assetto originario. Un esempio tipico è quello di Villa d'Este che fu rimaneggiata più e più volte fino a diventare una sorta di sincretismo di stili.

## Giardini alla francese
I giardini francesi barocchi di André Le Nôtre e dei suoi seguaci.

## Giardino all'inglese
Il paesaggismo (in inglese landscaping) è l'attività del progettista legata al giardino paesaggistico, tipologia maturata dalla fine del XVI secolo in poi e che concentrava la propria speculazione attorno al giardino come imitazione della natura, stretto rapporto non solo con la pittura e l'architettura ma anche con il paesaggio circostante. Giardino e paesaggio, frutto della contaminazione tra la cultura britannica ed elementi orientali, sono uniti alla base del giardino all'inglese e trovano nel saggista Capability Brown il primo teorizzatore. La fortuna del giardino all'inglese e la varietà della sua diffusione è dovuta soprattutto all'opera di teorici come Brown e alla grande fortuna di pubblico e critica che questi saggi riscossero all'epoca. Tra gli autori più importanti è opportuno citare almeno Humphry Repton: nei suoi scritti, la figura del landscape gardener assume il ruolo di progettista completo, padroneggiante tutti gli aspetti del disporre e progettare lo spazio e le discipline ad esso correlate, non ultime l'architettura, l'idraulica, l'illuminotecnica, la botanica e la fisica. Questo insieme di discipline sarebbe poi stato chiamato jardinisme da Amèdèe de Viart nel suo Le jardiniste moderne (Parigi, 1819).
Nel panorama critico, al giardinaggio paesaggista si opponeva una corrente nata all'inizio del XIX secolo con Uvedale Price e Richard Payne Knight, sostenitori della pictoresque beauty che avrebbe poi portato alla nascita del giardino romantico in accordo con il nuovo concetto culturale di pittoresco.

## Giardini romantici
Sono giardini che sono "suggestivi" nel reale senso del termine, cioè creati per suggerire emozioni più che mostrare nettamente, sono l'equivalente ambientale della poesia e della pittura romantica; ricchi di spazi racchiusi ed ombrosi, più che di spazi aperti luminosi e lineari, sono dedicati a suggerire alla fantasia ed alla sensualità.
È quindi una sequenza di luoghi intimi tra alberi cespugli e fiori che apparentemente sono fatti crescere in modo naturale, ma che si avvalgono anche di altri tipi di arredi, opportunamente distribuiti, come pergole, vasi, statue, scalinate, sedili appartati, creando un complesso ambientale di fatto parecchio modificato, e ben poco "naturale", allo scopo appunto di suggerire sentimenti e sensazioni.

### Giardini illuministi
Fenomeno tipicamente italiano, il giardino illuminista è una sorta di compromesso tra il giardino paesaggistico britannico e il giardino formale, e costituisce una sorta di corrispondente architettonico di ciò che in letteratura è stato Ugo Foscolo, personaggio in bilico tra neoclassicismo e romanticismo. Il dibattito teorico attorno al giardino illuminista fu sostanzialmente portato avanti da letterati, i più illustri dei quali furono Ippolito Pindemonte, Melchiorre Cesarotti e Luigi Mabil: i loro principi risiedono principalmente nella convinzione di una superiorità del paesaggio rispetto al giardino e della necessità di una preminenza della natura sul costruito.

Si assiste quindi alla natura che ingloba e sovrasta le opere, ma anche alla contaminazione successiva di "cineserie" e all'evidenziamento di specie esotiche, un esotismo che non era estraneo neppure al romanticismo.

Questa ultima accentuazione porterà, anche in Italia, al giardino pittoresco.

### Giardini in stile 'gardenesque'
Lo stile di progettazione dei giardini detto 'gardenesque' per i giardini inglesi si sviluppò a partire dagli anni '20 del XIX secolo a partire dallo stile "pittoresco" di Humphry Repton detto anche stile 'Mixed', in particolare grazie alla promozione che ne fece J. C. Loudon, inventore del termine.
In un progetto in stile 'gardenesque', ogni albero, ogni cespuglio ogni pianta è posizionata e curata in modo da enfatizzarne ogni potenzialità.
Con l'espandersi della botanica come un'adeguata occupazione per gli intellettuali, il Gardenesque tende a enfatizzare le curiosità botaniche e l'approccio del collezionista. Nuove specie che sarebbero sembrate bizzarre e aliene nei primi giardini, vi trovano invece posto: l'erba della Pampa dall'Argentina e sentieri tortuosi punteggiati ai lati da cespugli scenografici sparsi.
L'approccio Gardenesque porta alla creazione di paesaggi a piccola scala, ognuno accuratamente elaborato e presentato, per scorci e visioni specifiche. Questo permette di promuovere il concetto di bellezza nella stranezza, nella ricerca del singolo dettaglio, o nell'apprezzamento della varietà. Dossi artificiali permettono di esporre cespugli come monumenti, o gli avvallamenti come piccoli anfiteatri ad isolare qualche particolarità che altrimenti sfuggirebbe, anche se talvolta tale isolamento del particolare va a detrimento della coerenza.

### Giardini "naturali" e "herbaceous borders"
I libri di William Robinson descrivono il suo giardino "naturale" a Gravetye Manor nel Sussex, e l'immagine sentimentale di un "cottage garden" roseo, idealizzato come quello descritto da Kate Greenaway, che storicamente forse non è mai esistito, entrambi influenzati dallo sviluppo dei "mixed herbaceous borders" di Gertrude Jekyll nel 1890. La sua costruzione, che unisce cespugli con piante annuali e perenni e bulbi in letti profondi tra strutture più formali come terrazze e scalini disegnati da Edwin Lutyens, pone il modello del giardino di lusso fino alla seconda guerra mondiale.
Il giardino di Vita Sackville-West al Castello di Sissinghurst, nel Kent, è il giardino più famoso e influente dell'ultimo sbocciare dello stile romantico, pubblicizzato dallo stesso giardiniere nella pagina del giardinaggio del The Observer.
Nell'ultimo quarto del XX secolo, i giardini naturali, meno strutturati enfatizzano il disegno ecologico di tali giardini utilizzando piante autoctone.

## Giardini moderni

### Giardini urbani
Durante il XIX secolo, giardino e urbanistica si legano strettamente con la nascita del parco pubblico urbano, elemento che nelle città europee assume un'importanza sempre maggiore. I motivi che portano alla nascita del parco urbano in città come Londra e Parigi sono molteplici: l'attenzione ai cosiddetti "bisogni del popolo", che richiede uno spazio vivibile all'interno della città, il miglioramento delle condizioni igieniche, l'attenzione alla progettazione e al "decoro urbano", il desiderio di spazi che accrescano il prestigio della città stessa.
In Inghilterra il parco è subito concepito come spazio semipubblico con precisi scopi didattici e pedagogici: l'immagine di un parco in cui per i bambini sia salubre giocare, presente in molta letteratura vittoriana, prende origine proprio da questi progetti, sviluppati avvalendosi di personalità specializzate in tutti i settori coinvolti. Personalità di spicco in questo senso fu John Claudius Loudon, botanico e fondatore della rivista The Gardener's Magazine dalle cui pagine egli divenne ben presto capofila di una scuola di pensiero che sosteneva la necessità di mantenere alta la percentuale di verde rispetto al costruito e alla densità abitativa. L'esperienza inglese è in un certo senso considerabile frammentaria, perché non parte da un progetto unitario ma da singoli episodi risolti nella contingenza: il più importante di questi "episodi" è naturalmente il Regent's Park, progettato da John Nash nel 1812 e apripista del paesaggismo nel contesto urbano. Il primo strumento di governo infrastrutturale per quanto riguarda i parchi nasce nel 1855 con il nome di Metropolitan Board of Works, poi rinominato in Greater London Council.
In Francia, un ufficio con poteri simili al MBW britannico nasce nel 1854 con il nome di Service des Promenades et Plantations e con il compito di risolvere i problemi sorti nella gestione e nella progettazione delle aree verdi. Il piano di Parigi infatti prevedeva lo sventramento di intere zone urbane per realizzare parchi e zone verdi anche in centro. Il sistema di parchi venne concepito sin dal primo momento in modo unitario sia tra di loro che rispetto al costruito e alla maglia urbana. L'intento, da parte del progettista Georges-Eugène Haussmann e del committente Napoleone III è manifestamente demagogico, puntando a soddisfare sia il ceto alto - salvaguardandone le rendite fondiarie - che il popolo, coinvolto nel rinnovamento della città e nell'applicazione di un'urbanistica "giovane". Nella periferia la realizzazione di parchi urbani nasce con l'accorpamento di alcuni piccoli comuni suburbani.

### Cottage garden
Romanticismo inglese idealizzato.

## Paesaggisti famosi
I seguenti nomi, strettamente in ordine cronologico, hanno fornito contributi importanti alla storia dei giardini, sia come botanici sperimentali, designer, giardinieri, o scrittori. Ulteriori informazioni su di loro si trovano nelle voci individuali.
- Teofrasto
- Lucullo
- Tiberio
- Plinio il Vecchio
- Plinio il Giovane
- Pacello da Mercogliano
- John Tradescant il Vecchio
- Carolus Clusius
- André Le Nôtre
- John Evelyn
- George London
- Henry Wise
- William Kent
- Lancelot Brown
- Humphry Repton
- A. J. Downing
- Ercole Silva
- Frederick Law Olmsted
- Giovanni Battista Ferrari
- John Claudius Loudon
- Hotsukimaru
- Friedrich Ludwig von Sckell
- Peter Joseph Lenné
- Joseph Paxton
- Thomas Jefferson
- William Robinson
- Gertrude Jekyll
- Edwin Lutyens
- Hidcote
- Vita Sackville-West
- Claude Monet
- Russell Page
- Luis Barragán
- Gustav Ammann
- Cecil Pinsent
- Lawrence Halprin
- Roberto Burle Marx
- Sylvia Crowe
- Pietro Porcinai
- Masanobu Fukuoka
- Gilles Clément
- João Ferreira Nunes
- Patrick Blanc

## Giardini storici degni di nota
- Alhambra
- Giardino di Boboli
- Bomarzo
- Central Park
- Castello di Fontainebleau
- Chatsworth
- Dumbarton Oaks
- Ermenonville
- Giverny
- Palazzo e giardino Giusti
- Villa Adriana
- Giardini pensili di Babilonia
- Het Loo
- Marly-le-Roi
- Castello di Sissinghurst
- Stourhead
- Castello di Vaux-le-Vicomte
- Villa d'Este
- Castello di Villandry
- Versailles
- Peterhof
- Pavlovsk
- Kuskovo